# كريس ويليامز (كرة سلة)
كريس ويليامز (بالإنجليزية: Chris Williams)‏ (مواليد 9 يوليو 1980 في برمنغهام - 15 مارس 2017)، هو لاعب كرة سلة أمريكي. بدأ مسيرته الاحترافية في سنة 2002. يحمل الرقم 9. يبلغ طوله 6 قدم 6 1⁄4 بوصة (2.0 م).

## المسيرة الاحترافية
لعب مع سيدني كينجز في الدوري الأسترالي في موسم 2002–2003، ثم لعب مع سكايلاينرز فرانكفورت في الدوري الألماني من سنة 2003 إلى 2005، ثم لعب مع أولسان موبيس فوبوس من سنة 2005 إلى 2007، ثم لعب مع تورك تيليكوم في الدوري التركي في موسم 2007–2008، ثم لعب مع تشينغداو دبلستار في موسم 2008–2009، ثم لعب مع سان ميغيل بيرمن في سنة 2009، ثم لعب مع تشينغداو دبلستار في موسم 2009–2010.

## روابط خارجية
- كريس ويليامز على موقع الاتحاد الدولي لكرة السلة (الإنجليزية)
- كريس ويليامز على موقع الدوري الأوروبي لكرة السلة (الإنجليزية)
- كريس ويليامز على موقع كرة السلة الأوروبية.كوم (الإنجليزية)
- كريس ويليامز على موقع كلية كرة السلة في سبورتس رفرنس.كوم (الإنجليزية)
- كريس ويليامز على موقع ريلجم (الإنجليزية)
- كريس ويليامز على موقع بروبوليرز (الإنجليزية)
- كريس ويليامز على موقع سبورتس رفرنس (الإنجليزية)